# Jožef Flavij
Jožef Flavij ali Titus Flavius Josephus (grško: Φλάβιος Ἰώσηπος) (Jeruzalem, 37 - c. 100), rojen Yosef ben Matityahu (hebrejsko יוסף בן מתתיהו, Yosef ben Matityahu)  je bil rimsko-judovski zgodovinar iz prvega stoletja, ki se je rodil v Jeruzalemu - tedaj del rimske Judeje - očetu duhovniškega porekla in materi, ki je trdila kraljevsko poreklo.
Sprva se je med prvo judovsko-rimsko vojno boril proti Rimljanom kot poveljnik judovskih sil v Galileji, dokler se ni leta 67 predal rimskim silam, ki jih je vodil Vespazijan po šesttedenskem obleganju Jotapate. Jožef je trdil, da so se judovske mesijanske prerokbe, ki so začele prvo rimsko-judovsko vojno, sklicevale na to, da je Vespazijan postal cesar Rima. V odgovor se je Vespazijan odločil, da bo Jožefa obdržal kot sužnja in domnevno tolmača. Potem ko je Vespazijan leta 69 postal cesar, je Jožefu podelil svobodo in takrat je Jožef prevzel cesarjevo družinsko ime Flavij.
Jožef Flavij je popolnoma prestopil na rimsko stran in dobil rimsko državljanstvo. Postal je svetovalec in prijatelj Vespazijanovega sina Tita, ki mu je služil kot prevajalec, ko je Tit vodil obleganje Jeruzalema. Ker se je obleganje ob zaustavitvi judovskega upora izkazalo za neučinkovito, je kmalu sledilo uničenje mesta ter ropanje in uničenje Herodovega templja (Drugi tempelj).
Jožef je zapisal judovsko zgodovino, s posebnim poudarkom na prvem stoletju našega štetja in prvi judovsko-rimski vojni (med letoma 66–70) , vključno z obleganjem Masade. Njegova najpomembnejša dela so bila Judovska vojna (c. 75) in Judovska zgodovina (c. 94). Prva pripoveduje o judovskem uporu proti rimski okupaciji. Druga pripovedujejo zgodovino sveta z judovske perspektive za očitno grško in rimsko občinstvo. Ta dela nudijo dragocen vpogled v judovstvo prvega stoletja in ozadje zgodnjega krščanstva in so poleg Biblije glavni vir zgodovine in antike stare Palestine. 

## Življenjepis
Jožef se je rodil v eni od jeruzalemskih elitnih družin  v grščini kot Iōsēpos (Ιώσηπος), sin Matiasa, etničnega judovskega duhovnika. Bil je drugorojeni sin. Njegov starejši polnokrvni brat se je imenoval Matija. Njihova mati je bila aristokratska ženska, ki je izhajala iz kraljeve in prej vladajoče Hasmonejske rodbine. Jožefova stara starša sta bila Jožef in njegova žena - neimenovana hebrejska plemkinja, med seboj daljni sorodniki in neposredni potomci Simona Psellusa.  Jožefova družina je bila premožna. Po očetovem zgledu se je odločil za duhovniški red Jehoaribov, ki je bil prvi od 24 redov duhovnikov v templju v Jeruzalemu.  Bil je potomec visokega duhovnika Jonatona. Bil je vzgojen v Jeruzalemu in se šolal skupaj z bratom.
V zgodnjih dvajsetih letih je odpotoval na pogajanja s cesarjem Neronom za izpustitev 12 judovskih duhovnikov. Po vrnitvi v Jeruzalem, ob izbruhu prve judovsko-rimske vojne, je bil Jožef imenovan za vojaškega guvernerja Galileje . Sčasoma se je z Janezom Gisšalskim potegoval za nadzor nad Galilejo, ki si je, tako kot Jožef, nabral veliko podpornikov iz Jiša (Gush Halav) in Arraba, vključno s podporo Sanhedrina (skupščine) v Jeruzalemu. Jožef je v pričakovanju rimskega napada utrdil več mest in vasi v Galileji, med njimi Tiberij, Bersabe, Selamin in Tarikejo in se uprl rimski vojski v obleganju Yodfata (Jotapata), dokler ni padel v roke rimske vojske v lunarnem mesecu Tammuzu, v trinajstem letu Neronovega vladanja.
Potem ko je judovski garnizon Yodfat padel, so Rimljani vdrli in pobili na tisoče ljudi; preživeli so storili samomor. Po Jožefovih besedah je bil julija 67 pred 50 leti ujet v jamo s 40 svojimi spremljevalci. Rimljani (poveljevala sta jim Flavij Vespasijan in njegov sin Tit, oba pozneje rimska cesarja) sta prosila skupino za predajo, vendar so to zavrnili. Jožef je predlagal način kolektivnega samomora ; so žrebali in se med seboj pobijali, enega za drugim, računajoč na tretje osebe. Ostala sta dva moška (Ta metoda kot matematični problem se imenuje Jožefov problem ali rimska ruleta)., ki sta se predala rimskim silam in postala ujetnika. Leta 69 je bil Jožef izpuščen. Po njegovem zapisu sledi, da je med obleganjem Jeruzalema leta 70 deloval kot pogajalec, v tem času pa je Simon Bar Giora, vodja judovskih upornikov, njegove starše zadrževal kot talca.
Medtem ko je bil zaprt pri Yodfatu (Jotapata), je Jožef trdil, da je doživel božansko razodetje, ki je kasneje privedlo do njegovega govora, ki je napovedoval, da bo Vespazijan postal cesar. Ko se je napoved uresničila, ga je Vespazijan izpustil, ki je njegov dar prerokbe ocenil za božji. Jožef je zapisal, da ga je njegovo razodetje naučilo treh stvari: da se je Bog, stvarnik judovskega ljudstva, odločil, da jih bo 'kaznoval', da so 'bogastvo' dobili Rimljani in da ga je Bog izbral, da bo »oznanil stvari, ki bodo prišle«.  Mnogim Judom so bile takšne trditve preprosto samovšečne. 
Leta 71 je odšel v Rim v spremstvu Tita in postal rimski državljan in stranka vladajoče  flavijske rodbine (zato ga pogosto imenujejo Jožef Flavij). Poleg rimskega državljanstva so mu podelili nastanitev v osvojeni Judeji in pokojnino. Medtem ko je bil v Rimu in pod flavijskim pokroviteljstvom, je Jožef napisal vsa svoja znana dela. Čeprav uporablja "Josephus", se zdi, da je od svojih pokroviteljev vzel rimsko ime Tit in priimek Flavius. 
Vespazijan se je dogovoril, da se bo Jožef poročil z ujeto Judinjo, od katere se je pozneje ločil. Okoli leta 71 se je Jožef poročil z aleksandrijsko Judinjo kot njegovo tretjo ženo. Imela sta tri sinove, od katerih je otroštvo preživel le Flavij Hyrcanus. Jožef se je kasneje ločil. Okrog leta 75 se je poročil s četrto ženo, grško Judinjo s Krete, ki je bila članica ugledne družine. Imela sta srečno zakonsko življenje in dva sinova, Flavija Justa in Flavija Simonida Agripa.
Jožefova življenjska zgodba ostaja dvoumna. Harris ga je leta 1985 opisal kot Juda, ki je verjel v združljivost judovstva in grško-rimske misli, ki se običajno imenuje helenistično judovstvo. Pred 19. stoletjem učenjak Nitsa Ben-Ari ugotavlja, da je bilo njegovo delo določeno kot delo spreobrnjenca, nato pa prepovedano kot delo izdajalca, čigar dela niso smeli preučevati ali jih prevajati v hebrejščino . Njegovi kritiki niso bili nikoli zadovoljni, zakaj ni uspel storiti samomora v Galileji in je po zajetju sprejel pokroviteljstvo Rimljanov.
Zgodovinarka E. Mary Smallwood kritično piše o Jožefu:
 [Jožef] je bil domišljav ne samo o svojem učenju, temveč tudi o mnenju Galilejcev in Rimljanov o njemu kot poveljniku; kriv je šokantne dvoličnosti pri Jotapati, rešil se je z žrtvovanjem svojih spremljevalcev; bil je preveč naiven, da bi videl, kako je obsojen iz lastnih ust zaradi svojega ravnanja in vendar nobene besede niso bile preveč ostre, ko je črnil nasprotnike; in po pristanku, vendar nehote, v rimskem taboru, je ujetništvo obrnil v svojo korist in do konca dni izkoriščal svojo spremembo strani.
Avtor Joseph Raymond imenuje Jožefa judovski Benedikt Arnold, ker je izdal svoje čete v Jotapati.

## Raziskovanje
Jožefova dela ponujajo ključne informacije o prvi judovsko-rimski vojni in predstavljajo tudi pomembno literarno izvirno gradivo za razumevanje konteksta Kumranskih rokopisov in judaizma poznega Herodovega templja.
Znanost v 19. in začetku 20. stoletja se je zanimala za Jožefovo razmerje do farizejske sekte. Vztrajno ga je prikazovala kot člana sekte in izdajalca judovskega naroda - stališče, ki je postalo znano kot klasični Jožefov koncept. [34] Sredi 20. stoletja je nova generacija učenjakov izpodbijala to stališče in oblikovala sodobni koncept Jožefa. Smatrajo ga za farizeja, vendar mu delno povrnejo ugled kot domoljuba in zgodovinarja. V svoji knjigi iz leta 1991 je Steve Mason trdil, da Jožef ni farizej, ampak ortodoksni aristokrat-svečenik, ki se je povezal s filozofsko šolo farizejev kot stvar spoštovanja in ne s voljno združitvijo.
Jožefova dela vključujejo uporabno gradivo za zgodovinarje o posameznikih, skupinah, običajih in zemljepisnih krajih. Jožef omenja, da je bilo v njegovem času 240 mest in vasi raztresenih po Zgornji in Spodnji Galileji , od katerih nekatere imenuje. Kar nekaj judovskih običajev, ki jih je imenoval, vključuje prakso, da se ob vhodu v hišo obesi zavesa iz lanu  in judovski običaj obedovati sobotni obrok okoli šeste ure dneva (opoldne) . Ugotavlja tudi, da je bilo judovskim moškim dovoljeno, da se poročijo s številnimi ženami (poligamija) . Njegovi spisi ponujajo pomemben, ekstra-svetopisemski prikaz obdobja po eksodusu Makabejcev, Hasmonejcev in vzpona Heroda Velikega. Opisuje saduceje, judovske visoke duhovnike tistega časa, farizeje in Esene, Herodijski tempelj, Kuirinijev cenzus in Zelote ter figure, kot so Poncij Pilat, Herod Veliki, Agripa I. in Herod Agripa II. Agripa II., Janez Krstnik, Jakob Jezusov brat in Jezus. Jožef predstavlja pomemben vir za študije neposrednega pot-tempeljskega judovstva in konteksta zgodnjega krščanstva.
Pozorno branje Jožefovih spisov in leta izkopavanj je Ehudu Netzerju, arheologu z hebrejske univerze, po 35-letnem iskanju odkrilo, kje se mu zdi mesto Herodove grobnice . Je nad akvadukti in tolmuni, na sploščenem puščavskem mestu, na polovici hriba do Herodiuma, 12 km južno od Jeruzalema - kot je opisano v Jožefovih spisih. Oktobra 2013 sta arheologa Joseph Patrich in Benjamin Arubas izpodbijala identifikacijo grobnice kot Herodove. Po Patrichu in Arubasu je grob preveč skromen, da bi bil Herodov in ima več malo verjetnih značilnosti. Roi Porat, ki je po smrti slednjega zamenjal Netzerja kot vodja izkopavanja, je stal ob identifikaciji. 

### Rokopisi, kritična besedila in izdaje
Jožefova dela so bila dolga leta v Evropi večinoma znana le v nepopolnem latinskem prevodu iz originalne grščine. Šele leta 1544 je v francoščini nastala različica standardnega grškega besedila, ki ga je uredil nizozemski humanist Arnoldus Arlenius. Prvi angleški prevod Thomasa Lodga se je pojavil leta 1602, naslednje izdaje pa so se pojavile v celotnem 17. stoletju. Grška izdaja iz leta 1544 je bila osnova angleškega prevoda Williama Whistona iz leta 1732, ki je v angleško govorečem svetu dosegel ogromno priljubljenost. Kristjani so bili po knjigi posegali najpogosteje za Svetim pismom. Obstaja tudi navzkrižna referenčna naprava za Whistonovo različico Jožefa in svetopisemski kanon.  Whiston je trdil, da imajo določena Jožefova dela podoben slog kot Pisma svetega Pavla.
Poznejše izdaje grškega besedila vključujejo tisto Benedikta Nieseja, ki je podrobno preučil vse rokopise, ki so na voljo, predvsem iz Francije in Španije. Henry St. John Thackeray je Niesejevo različico uporabil za izdajo Loeb Classical Library, ki se danes zelo pogosto uporablja.
Standard editio maior za različne grške rokopise je Benedikta Nieseja, objavljen 1885–95. Besedilo Zgodovina je ponekod poškodovano. V Life Niese sledi predvsem rokopisu P, vendar se nanaša tudi na AMW in R. Henry St. John Thackeraay, za Loeb Classical Library pa grško besedilo, ki je v glavnem odvisno tudi od P. André Pelletier je uredil novo grško besedilo za njegov prevod Life. Stalni Münsteraner Josephus-Ausgabe z univerze v Münstru bo zagotovil nov kritični aparat. Obstajajo tudi pozno staroslovanski prevodi grščine, vendar ti vsebujejo veliko krščanskih interpolacij.

### Jožefovo občinstvo
Učenjaki razpravljajo o predvidenem občinstvu Josepha. Na primer, Zgodovino Judov bi lahko pisali za Jude, »nekaj učenjakov od Laqueurja naprej je nakazovalo, da je Jožef moral pisati predvsem za judovske kolege (če tudi drugič za pogane). Najpogostejši predlagani motiv je kesanje: pozneje življenje se mu je zdelo tako slabo zaradi izdajalske vojne, da je moral pokazati ... svojo zvestobo judovski zgodovini, zakonu in kulturi.« Vendar pa so Jožefove »neštete naključne pripombe, ki pojasnjujejo osnovni judovski jezik, običaje in zakone ..., prevzelo pogansko občinstvo. Ne pričakuje, da bodo njegovi prvi poslušalci kaj vedeli o zakonih ali judovskem izvoru.« Vprašanje, kdo bi prebral teh več zvezkov, je nerešeno. Drugi možni motivi za pisanje Zgodovine bi lahko bili odvračanje napačnega predstavljanja judovskega porekla [50] ali kot opravičilo grškim mestom diaspore, da bi zaščitili Jude in rimske oblasti, da bi pridobili podporo Judom, ki se soočajo s preganjanjem.  Noben motiv ne pojasnjuje, zakaj bi predlagana poganska publika prebrala to obsežno gradivo.

## Dela
Jožefova dela so glavni viri našega razumevanja judovskega življenja in zgodovine v 1. stoletju.
- (c. 75) Bellum Iudaicum – Judovska vojna ali Judovske vojne ali Zgodovina judovske vojne
- (c. 94) Judovska zgodovina
- (c. 97) Flavius Josephus proti Apionu ali proti Apionu, ali Contra Apionem ali proti Grkom, o zgodovini judovskega ljudstva
- (c. 99) Življenje Jožefa Flavija ali Avtobiografija Jožefa Flavija